# Lyon olympique universitaire (omnisports)
Pour les articles homonymes, voir Lyon olympique universitaire et LOU.
Le Lyon olympique universitaire est un club omnisports français fondé en 1896. La section rugby est aujourd'hui la plus renommée.

## Sections

### Section football
« Lyon olympique », club omnisports fondé en 1896 sous le nom de Racing Club de Lyon, se dote d'une section football en 1899. Premier club du Lyonnais qualifié en phases finales du championnat de France de football USFSA (1906), l'Olympique affronte l'Olympique de Marseille en huitièmes de finale. Après un match nul 2-2, les Lyonnais ne se rendent pas à Marseille pour rejouer la rencontre... Éclipsé par le FC Lyon en 1908 et 1909, l'Olympique retrouve le championnat de France en 1910. Écartant Besançon (4-1), les Lyonnais s'inclinent 5-0 face au Stade helvétique de Marseille, en quarts de finale. Devenu « Lyon olympique universitaire », le club est encore présent en championnat de France USFSA en 1913 et se trouve éliminé en huitièmes de finale (5-1) par Saint-Raphaël. Le « LOU » évolue alors au stade des Iris de Villeurbanne en attendant le stade de Gerland qui sort de terre en 1920 (construction de 1913 à 1920). C'est le fameux architecte Tony Garnier qui en dessine les lignes. La section football du LOU fusionne par ailleurs en 1935, le temps d'une unique saison avec l'AS Villeurbanne, sous le nom de Lyon Olympique Villeurbanne, avant de retrouver son indépendance en 1936.
Le LOU rejoint les rangs professionnels en 1942 et enlève, avec deux points d'avance sur Bordeaux, la poule Sud du dernier championnat de guerre. La finale nationale du championnat oppose Lyon à Rouen. Les Rouennais s'imposent 4-0. Ces bons résultats récoltés en temps de guerre permettent au LOU d'être promu en Division 1 à la reprise de la saison 1945-1946. Le club, présidé alors par Félix Louot, tombe en D2 dès 1946.
En mai 1950, des dissensions fortes entre les sections football et rugby à XV du LOU provoquent le départ de la section football, pros et amateurs. Cette dernière opte alors pour un nouveau nom : « Olympique lyonnais ». En réplique à cette guerre football-rugby, le LOU est interdit de football pendant deux saisons par la Ligue du Lyonnais. Après ces 24 mois d'interdiction, libre au LOU de refonder une nouvelle section football en son sein, ce qu'il fit, en créant à l'occasion un nouveau club, avec nouveau numéro d'affiliation à la FFF, qui existe aujourd'hui encore. Cette section football LOU « 2 » ne peut en aucun cas prétendre récupérer l'histoire et les honneurs glanés par le LOU « 1 », devenu Olympique lyonnais.

### Section hockey sur gazon

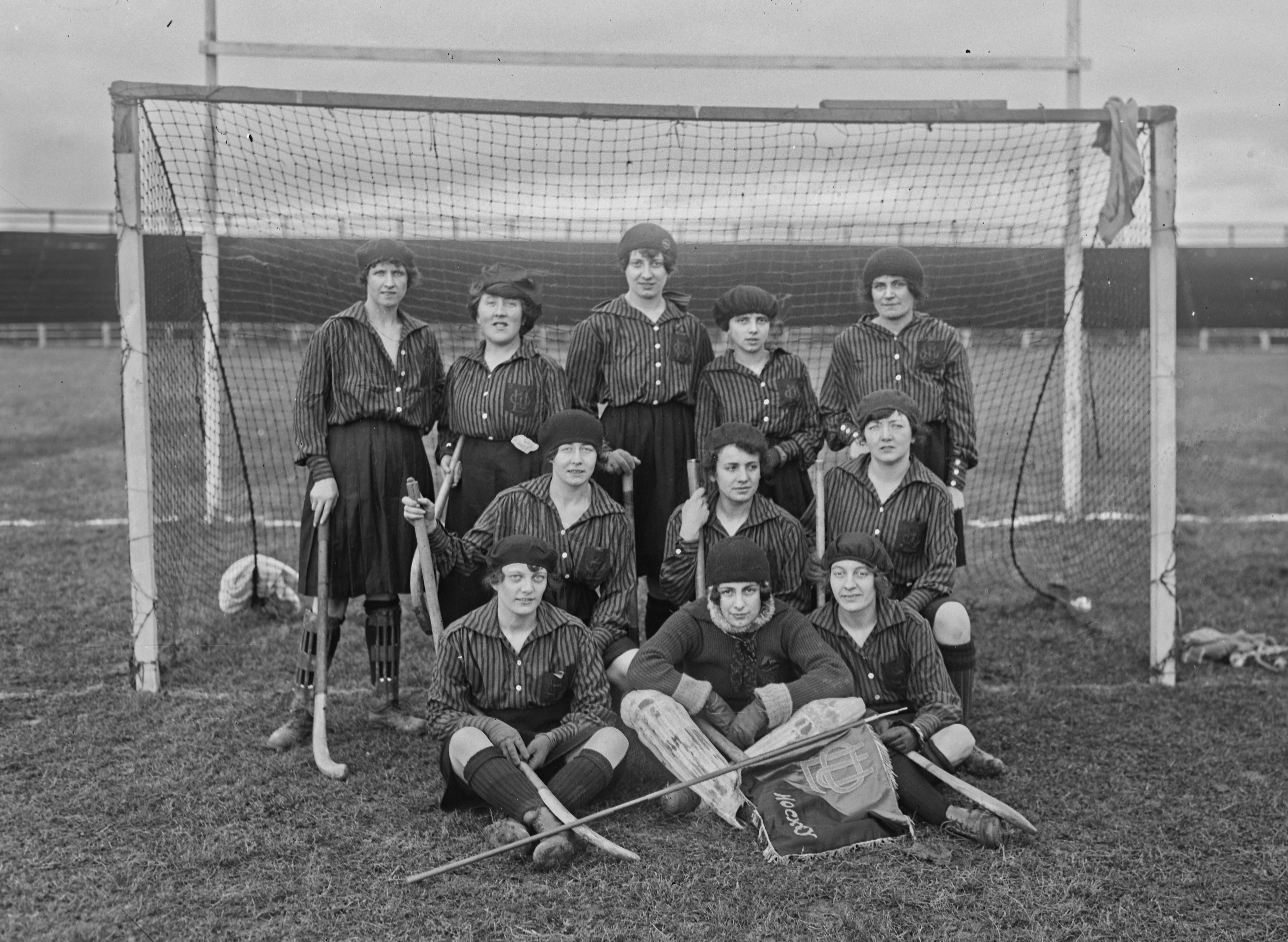
L'équipe féminine de hockey sur gazon du LOU en 1921.

Après le Racing club de France et le Stade français. à Paris en 1904, le LOU obtient en 1906 sa première homologation auprès de la Fédération Française de Hockey et devient ainsi l’un des quatre clubs français fondateurs de la fédération.
Les premiers matchs eurent souvent lieu sur des « champs à vache » et les équipements d’alors n’avaient rien à voir avec ceux d’aujourd’hui.

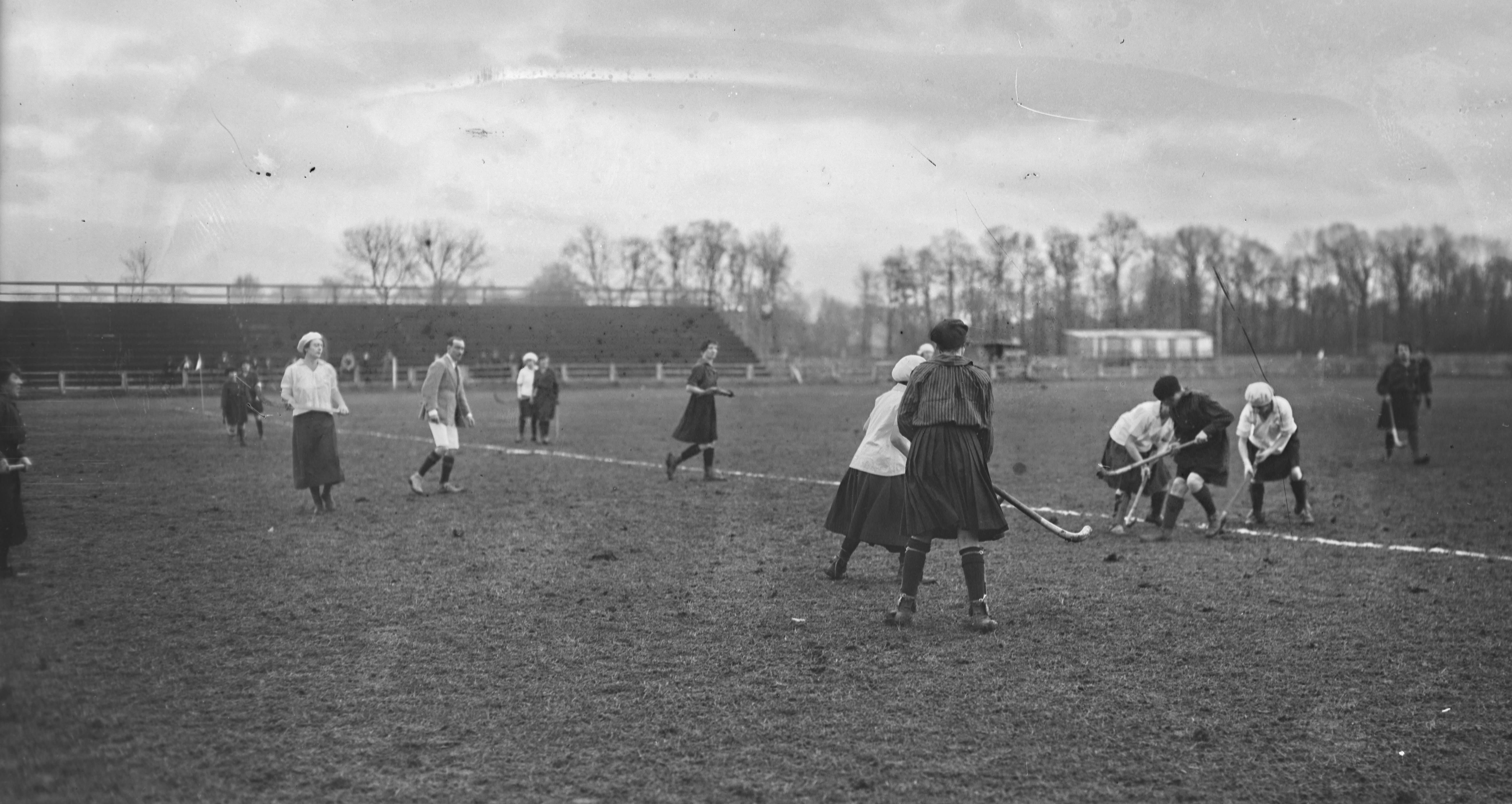
L'équipe féminine du LOU affronte le RCF en 1921.

Très vite, le LOU évolua parmi l’élite du hockey français, certains joueurs portèrent même les couleurs de l’équipe de France aux Jeux olympiques, à l’image de Georges Arlin (Amsterdam 1928, Berlin 1936) et surtout de Floriot Martel qui participa aux Jeux de Londres, en 1948, et d’Helsinki, en 1952, devenant l’initiateur d’une nouvelle génération de joueurs qui récoltèrent pendant dix ans (1965-1975) de nombreux titres et médailles dans le championnat de France sur gazon et en salle dans toutes les catégories. De cette génération sortirent de nombreux internationaux, notamment René et Bernard Petit puis les deux « Jean-Paul », Jean-Paul Petit et Jean-Paul Sauthier, qui participèrent aux Jeux de Mexico, en 1968, et de Munich, en 1972. 
Un joueur de renommée internationale vient aussi se joindre à cette équipe, Tony Fernandez, international indien jusqu’en 1970.
Cette génération œuvra à son tour pour faire éclore un nouveau vivier de hockeyeurs. Sous la houlette des frères Petit et de Tony Fernandez, plusieurs générations apportèrent encore de nombreux titres dans toutes les catégories (1985-1995). De nouveau, les couleurs rouge et noire brillaient au firmament du hockey français et de nombreux joueurs du LOU portèrent le maillot bleu-blanc-rouge « frappé du coq », ainsi Xavier Petit participa à la Coupe d’Europe à Paris, en 1991, et au Trophée des Champions à Karachi, en 1992.
Cette époque fut aussi l’occasion pour le club d’avoir le renfort de plusieurs internationaux étrangers, en l’occurrence Jan Peter Tewes, élu meilleur joueur des Jeux olympiques d’Atlanta, en 1996, avec l’Allemagne et qui fut également plusieurs fois champion d’Europe des clubs, ainsi que Benjamin Köpp, autre international allemand.
Malheureusement, après ces périodes fastes, le club connut des difficultés d’ordre sportif (installations et effectifs) et budgétaire qui furent amplifiées après le décès du président de l’époque, Guy Charreton.
Ainsi, après plus de 50 ans passés dans l’élite du hockey français, il fut nécessaire de recommencer par la base.

### Section handball
La section de handball à onze (joué en plein air sur un stade de football) a atteint la finale de la Coupe de France en 1946.